# Pablo Sarabia
Pour les articles homonymes, voir Sarabia.
Sarabia  García est un nom espagnol. Le premier nom de famille, en général paternel, est Sarabia ; le second, en général maternel, souvent omis, est García.
Pablo Sarabia García, né le 11 mai 1992 à Madrid en Espagne, est un footballeur international espagnol. Il évolue au poste de milieu offensif au Al-Arabi SC.

## Biographie

### Carrière en club

#### Débuts
Pablo Sarabia commence le football à la Escuela de Fútbol Madrid Oeste de Boadilla et intègre en 2004 les équipes de jeunes du Real Madrid, club dont il est supporter, après avoir réussi à sa deuxième tentative un test de détection,. 

#### Real Madrid (2008-2011)
Sarabia a fait ses débuts professionnels sous les couleurs du Real Madrid Castilla le 3 janvier 2010, lors d'un match de Segunda División B contre l'AD Alcorcón. Deux semaines plus tard, il inscrit le premier but de sa carrière lors d'un match contre le Racing de Santander B (5-2).
Ses bonnes performances lui valent d'être remarqué et d'être appelé par José Mourinho en équipe première, pour le match de Ligue des champions contre l'AJ Auxerre (4-0). Portant le numéro 33, il fait ses grands débuts en équipe première en remplaçant Cristiano Ronaldo à la 72e minute du match,.

#### Getafe (2011-2016)
Le 3 juillet 2011, Sarabia rejoint Getafe, le club voisin de Madrid, pour la somme de trois millions d'euros et un contrat de cinq ans,. Le 28 août 2011 il joue son premier match pour le club, lors d'une rencontre de Liga face au Levante UD. Les deux équipes se séparent sur un match nul ce jour-là (1-1).
Les premières saisons de Sarabia à Getafe sont en demi teinte mais permettent au jeune joueur d'apprivoiser petit à petit le championnat espagnol.
Ce sont ses deux dernières saisons au club castillan qui voient Sarabia éclore comme un bon joueur de Liga. Il finit ainsi l'exercice 2015-2016 avec sept buts et six passes. Néanmoins, la relégation du club en Liga Adelante fait partir le jeune talent vers Séville.

#### Séville FC (2016-2019)
Le 9 juin 2016, Sarabia s'engage avec le Séville FC pour quatre ans. En raison de la relégation de Getafe, sa clause libératoire est revue à la baisse et ne coûte à Séville que 400 000 euros.
Bien qu'il soit sur le banc pour la Supercoupe UEFA contre son club formateur du Real Madrid, Sarabia rentre en jeu le 14 août à l'occasion de la Supercoupe d'Espagne face au FC Barcelone. Son premier match sous le maillot sévillan se solde par une défaite 2-0. Quatre jours plus tard, lors du match retour, il est titulaire mais ne peut empêcher la défaite 3-0 au Camp Nou. Cependant, ses débuts en Liga sont remarqués. Titulaire contre l'Espanyol de Barcelone, Sarabia marque son premier but pour Séville et distille deux passes au cours d'une rencontre disputée et riche en but qui voit son club l'emporter 6-4. Deux journées plus tard, il sauve les siens à domicile contre Las Palmas en transformant un penalty à la fin de la rencontre et Séville finit par arracher une victoire 2-1.
Pablo Sarabia est auteur de 13 passes décisives lors de la Liga 2018-2019, ce qui fait de lui le meilleur passeur du championnat lors de cette saison, à égalité avec Lionel Messi.

#### Paris Saint-Germain (2019-2023)
Le 2 juillet 2019, le joueur s'engage pour cinq ans avec le Paris Saint-Germain ; le transfert est estimé à 20 millions d'euros, soit deux millions de plus que le montant de sa clause libératoire. Il se démarque en tant que supersub, en marquant des buts décisifs contre le Real Madrid en Ligue des Champions, contre Montpellier en Ligue 1, ou encore en coupe de France et coupe de la Ligue, où il s'est illustré à plusieurs reprises.
Le vendredi 31 juillet 2020 au Stade de France, Pablo Sarabia marque le tir au but décisif face à Anthony Lopes, dans la finale opposant le Paris-Saint-Germain à l'Olympique Lyonnais. Il remporte la Coupe de la ligue pour la dernière édition de celle-ci.
Le 17 janvier 2023, il quitte le club de la capitale française.

#### Wolwerhampton (2023-2025)
Le 17 janvier 2023 , Pablo Sarabia signe à Wolverhampton pour 5 millions d'euros + 2 millions d’euros en bonus pour un total de 7 millions d'euros. Il signe un contrat de deux ans et demi.
En mai 2025, le club anglais annonce que Sarabia quitte le club au terme de son contrat, un mois plus tard.

#### Al-Arabi
En juin 2025, Sarabia signe un contrat avec Al-Arabi SC pour deux saisons.

### Sélection
Avec la sélection espagnole des moins de 17 ans, Sarabia termine troisième de la Coupe du monde des moins de 17 ans en 2009. Deux ans plus tard, il est le capitaine de la sélection espagnole des moins de 19 ans qui remporte l'Euro.
Le sélectionneur Robert Moreno le fait débuter en équipe d'Espagne le 5 septembre 2019 face à la Roumanie en éliminatoires de l'Euro 2020, il entre en jeu à la place de Dani Ceballos et son équipe s'impose (victoire 1-2 de l'Espagne). Sarabia inscrit son premier but avec la Roja le 15 novembre lors d'un écrasant succès 7-0 face à Malte.
Il fait partie de la liste de 24 joueurs établie par le sélectionneur Luis Enrique pour l'Euro 2020. Durant la compétition, il inscrit le troisième but de l'Espagne face à la Slovaquie contribuant à la manita espagnole 5 à 0. Il récidive en huitième de finale en marquant le premier but des espagnols face à la Croatie, la Roja s'imposera 5-3 après prolongations et ira en quarts-de-finale.  
Le 11 novembre 2022, il fait partie de la sélection de 26 joueurs établie par Luis Enrique pour participer à la Coupe du monde 2022.

## Statistiques

### En club
Ce tableau présente les statistiques en carrière de Pablo Sarabia,.
| Saison                | Club                    | Championnat           | Championnat | Championnat | Championnat | Coupe nationale | Coupe nationale | Coupe nationale | Coupe de la Ligue | Coupe de la Ligue | Coupe de la Ligue | Supercoupe | Supercoupe | Supercoupe | Compétition(s) continentale(s) | Compétition(s) continentale(s) | Compétition(s) continentale(s) | Compétition(s) continentale(s) | Qualifs Europe | Qualifs Europe | Qualifs Europe | Barrages | Barrages | Barrages | Total | Total | Total |
| Saison                | Club                    | Division              | M.          | B.          | P.d.        | M.              | B.              | P.d.            | M.                | B.                | P.d.              | M.         | B.         | P.d.       | Comp.                          | M.                             | B.                             | P.d.                           | M.             | B.             | P.d.           | M.       | B.       | P.d.     | M.    | B.    | P.d.  |
| 2009-2010             | Real Madrid Castilla    | D3                    | 16          | 3           | 0           | -               | -               | -               | -                 | -                 | -                 | -          | -          | -          | -                              | -                              | -                              | -                              | -              | -              | -              | -        | -        | -        | 16    | 3     | 0     |
| 2010-2011             | Real Madrid Castilla    | D3                    | 31          | 12          | 0           | -               | -               | -               | -                 | -                 | -                 | -          | -          | -          | -                              | -                              | -                              | -                              | -              | -              | -              | 2        | 0        | 0        | 33    | 12    | 0     |
| Sous-total            | Sous-total              | Sous-total            | 47          | 15          | 0           | -               | -               | -               | -                 | -                 | -                 | -          | -          | -          | -                              | -                              | -                              | -                              | -              | -              | -              | 2        | 0        | 0        | 49    | 15    | 0     |
| 2010-2011             | Real Madrid CF          | Liga                  | -           | -           | -           | -               | -               | -               | -                 | -                 | -                 | -          | -          | -          | C1                             | 1                              | 0                              | 0                              | -              | -              | -              | -        | -        | -        | 1     | 0     | 0     |
| Sous-total            | Sous-total              | Sous-total            | -           | -           | -           | -               | -               | -               | -                 | -                 | -                 | -          | -          | -          | -                              | 1                              | 0                              | 0                              | -              | -              | -              | -        | -        | -        | 1     | 0     | 0     |
| 2011-2012             | Getafe CF               | Liga                  | 19          | 0           | 1           | 1               | 0               | 0               | -                 | -                 | -                 | -          | -          | -          | -                              | -                              | -                              | -                              | -              | -              | -              | -        | -        | -        | 20    | 0     | 1     |
| 2012-2013             | Getafe CF               | Liga                  | 13          | 1           | 0           | 3               | 1               | 0               | -                 | -                 | -                 | -          | -          | -          | -                              | -                              | -                              | -                              | -              | -              | -              | -        | -        | -        | 16    | 2     | 0     |
| 2013-2014             | Getafe CF               | Liga                  | 33          | 1           | 5           | 4               | 1               | 0               | -                 | -                 | -                 | -          | -          | -          | -                              | -                              | -                              | -                              | -              | -              | -              | -        | -        | -        | 37    | 2     | 5     |
| 2014-2015             | Getafe CF               | Liga                  | 35          | 2           | 5           | 5               | 2               | 1               | -                 | -                 | -                 | -          | -          | -          | -                              | -                              | -                              | -                              | -              | -              | -              | -        | -        | -        | 40    | 4     | 6     |
| 2015-2016             | Getafe CF               | Liga                  | 31          | 7           | 6           | 1               | 0               | 0               | -                 | -                 | -                 | -          | -          | -          | -                              | -                              | -                              | -                              | -              | -              | -              | -        | -        | -        | 32    | 7     | 6     |
| Sous-total            | Sous-total              | Sous-total            | 131         | 11          | 17          | 14              | 4               | 1               | -                 | -                 | -                 | -          | -          | -          | -                              | -                              | -                              | -                              | -              | -              | -              | -        | -        | -        | 145   | 15    | 18    |
| 2016-2017             | Séville FC              | Liga                  | 34          | 8           | 8           | 3               | 2               | 2               | -                 | -                 | -                 | 2          | 0          | 0          | C1                             | 7                              | 1                              | 1                              | -              | -              | -              | -        | -        | -        | 46    | 11    | 11    |
| 2017-2018             | Séville FC              | Liga                  | 34          | 6           | 5           | 8               | 2               | 3               | -                 | -                 | -                 | -          | -          | -          | C1                             | 10                             | 1                              | 2                              | 1              | 0              | 0              | -        | -        | -        | 53    | 9     | 10    |
| 2018-2019             | Séville FC              | Liga                  | 33          | 12          | 13          | 5               | 1               | 0               | -                 | -                 | -                 | 1          | 1          | 0          | C3                             | 8                              | 2                              | 1                              | 5              | 6              | 1              | -        | -        | -        | 52    | 22    | 15    |
| Sous-total            | Sous-total              | Sous-total            | 101         | 26          | 26          | 16              | 5               | 5               | -                 | -                 | -                 | 3          | 1          | 0          | -                              | 25                             | 4                              | 4                              | 6              | 6              | 1              | -        | -        | -        | 151   | 42    | 36    |
| 2019-2020             | Paris Saint-Germain     | Ligue 1               | 21          | 4           | 3           | 6               | 7               | 1               | 3                 | 1                 | 0                 | 1          | 0          | 1          | C1                             | 9                              | 2                              | 2                              | -              | -              | -              | -        | -        | -        | 40    | 14    | 7     |
| 2020-2021             | Paris Saint-Germain     | Ligue 1               | 27          | 6           | 4           | 5               | 1               | 0               | -                 | -                 | -                 | 1          | 0          | 0          | C1                             | 4                              | 0                              | 0                              | -              | -              | -              | -        | -        | -        | 37    | 7     | 4     |
| 2021-2022             | Paris Saint-Germain     | Ligue 1               | 2           | 1           | 0           | -               | -               | -               | -                 | -                 | -                 | -          | -          | -          | C1                             | -                              | -                              | -                              | -              | -              | -              | -        | -        | -        | 2     | 1     | 0     |
| 2022-2023             | Paris Saint-Germain     | Ligue 1               | 14          | 0           | 0           | 1               | 0               | 0               | -                 | -                 | -                 | 1          | 0          | 0          | C1                             | 3                              | 0                              | 0                              | -              | -              | -              | -        | -        | -        | 19    | 0     | 0     |
| Sous-total            | Sous-total              | Sous-total            | 64          | 11          | 7           | 12              | 8               | 1               | 3                 | 1                 | 0                 | 3          | 0          | 1          | -                              | 16                             | 2                              | 2                              | -              | -              | -              | -        | -        | -        | 98    | 22    | 11    |
| 2021-2022             | Sporting CP (prêt)      | Liga NOS              | 29          | 15          | 7           | 4               | 2               | 0               | 4                 | 2                 | 1                 | -          | -          | -          | C1                             | 8                              | 2                              | 1                              | -              | -              | -              | -        | -        | -        | 45    | 21    | 9     |
| Sous-total            | Sous-total              | Sous-total            | 29          | 15          | 7           | 4               | 2               | 0               | 4                 | 2                 | 1                 | 0          | 0          | 0          | -                              | 8                              | 2                              | 1                              | -              | -              | -              | -        | -        | -        | 45    | 21    | 9     |
| 2022-2023             | Wolverhampton Wanderers | Premier League        | 13          | 1           | 0           | -               | -               | -               | -                 | -                 | -                 | -          | -          | -          | -                              | -                              | -                              | -                              | -              | -              | -              | -        | -        | -        | 13    | 1     | 0     |
| 2023-2024             | Wolverhampton Wanderers | Premier League        | 30          | 4           | 7           | 4               | 0               | 0               | 2                 | 0                 | 3                 | -          | -          | -          | -                              | -                              | -                              | -                              | -              | -              | -              | -        | -        | -        | 36    | 4     | 10    |
| 2024-2025             | Wolverhampton Wanderers | Premier League        | 23          | 3           | 2           | 3               | 0               | 0               | 2                 | 0                 | 0                 | -          | -          | -          | -                              | -                              | -                              | -                              | -              | -              | -              | -        | -        | -        | 28    | 3     | 2     |
| Sous-total            | Sous-total              | Sous-total            | 66          | 8           | 9           | 7               | 0               | 0               | 4                 | 0                 | 3                 | 0          | 0          | 0          | -                              | 0                              | 0                              | 0                              | 0              | 0              | 0              | 0        | 0        | 0        | 77    | 8     | 12    |
| 2025-2026             | Al-Arabi SC             | Qatar Stars League    | -           | -           | -           | -               | -               | -               | -                 | -                 | -                 | -          | -          | -          | -                              | -                              | -                              | -                              | -              | -              | -              | -        | -        | -        | 0     | 0     | 0     |
| Total sur la carrière | Total sur la carrière   | Total sur la carrière | 436         | 84          | 65          | 52              | 20              | 7               | 11                | 3                 | 4                 | 6          | 1          | 1          | -                              | 50                             | 8                              | 8                              | 6              | 6              | 1              | 2        | 0        | 0        | 563   | 122   | 86    |

### En sélection nationale
| Saison                | Sélection             | Phases finales                        | Phases finales | Phases finales | Phases finales | Éliminatoires | Éliminatoires | Éliminatoires | Matchs amicaux | Matchs amicaux | Matchs amicaux | Total | Total | Total |
| Saison                | Sélection             | Compétition                           | M              | B              | Pd             | M             | B             | Pd            | M              | B              | Pd             | M     | B     | Pd    |
| --------------------- | --------------------- | ------------------------------------- | -------------- | -------------- | -------------- | ------------- | ------------- | ------------- | -------------- | -------------- | -------------- | ----- | ----- | ----- |
| 2019-2020             | Espagne               | -                                     | -              | -              | -              | 3             | 1             | 0             | -              | -              | -              | 3     | 1     | 0     |
| 2020-2021             | Espagne               | Euro 2020                             | 5              | 2              | 0              | -             | -             | -             | 1              | 0              | 0              | 6     | 2     | 0     |
| 2021-2022             | Espagne               | Ligue des nations                     | 2              | 0              | 0              | 9             | 4             | 1             | 2              | 2              | 0              | 13    | 6     | 1     |
| 2022-2023             | Espagne               | Ligue des nations+Coupe du monde 2022 | 2+1            | 0+0            | 0+0            | -             | -             | -             | 1              | 0              | 0              | 4     | 0     | 0     |
| 2023-2024             | Espagne               | -                                     | -              | -              | -              | -             | -             | -             | 1              | 0              | 0              | 1     | 0     | 0     |
| Total sur la carrière | Total sur la carrière | Total sur la carrière                 | 10             | 2              | 0              | 12            | 5             | 1             | 5              | 2              | 0              | 27    | 9     | 1     |

## Palmarès

### En club
| Séville FC - Coupe d'Espagne - Finaliste : 2018 - Supercoupe d'Espagne - Finaliste : 2016 et 2018 | Paris Saint-Germain - Ligue des champions - Finaliste en 2020 - Ligue 1 - Champion : 2020 et 2022 - Vice-champion : 2021 - Coupe de France - Vainqueur : 2020 et 2021 - Coupe de la Ligue - Vainqueur : 2020 - Trophée des champions - Vainqueur : 2019, 2020 | Sporting Clube de Portugal - Coupe de la Ligue portugaise de football - Vainqueur : 2022 |

### En sélection
| Espagne - 19 ans - Euro des moins de 19 ans - Vainqueur : 2011 | Espagne espoirs - Euro espoirs - Vainqueur : 2013 |

### Distinctions individuelles
- Co-meilleur passeur du Championnat d'Espagne en 2019 (13 passes décisives).
- Co-meilleur buteur de la Coupe de France en 2020 (7 buts)[27].